# Liodrosophila ceylonica
Liodrosophila ceylonica – gatunek muchówki z rodziny wywilżnowatych.
Gatunek ten opisany został w 1974 roku przez Toyohiego Okadę, który jako miejsce typowe wskazał lokalizację na Sri Lance.
Muchówka ta ma ciemny odwłok bez czarnej przepaski i skrzydła bez czarnych łatek. Setulae acrostichales ułożone są u tego gatunku w dwa rządki. Narządy rozrodcze samca charakteryzują się owłosionym edeagusem o wrzecionowatym kształcie.
Owad orientalny, znany ze Sri Lanki, Tajwanu, Indii i Phuntsholing w Bhutanie.